# 热图利奥·瓦加斯
热图利奥·多内列斯·瓦加斯（葡萄牙語：Getúlio Dornelles Vargas，1882年4月19日—1954年8月24日），巴西律师、政治家，曾两次担任总统。第一次担任总统是在1930年至1945年，其中1930年至1934年期间为临时总统，1934年至1937年为正式总统，1937年至1945年间为独裁者。1945年在一场政变中被推翻之后，瓦加斯于1951年通过民主选举再度当选总统，直至1954年因政治压力而自杀。瓦加斯领导巴西长达18年半，是巴西历史上任期最长的总统，在巴西所有的国家元首中仅次于佩德罗二世皇帝。他支持民族主义、工业化、中央集权、社会福利和民粹主义，因此瓦加斯被誉为“穷人之父”。20世纪30年代，瓦加斯和拉萨罗·卡德纳斯以及胡安·庇隆皆为拉丁美洲著名的民粹主义者，他们的共同点是提倡民族主义，追求社会改革。瓦加斯积极倡导工人权益，同时坚持了鲜明的反共主义立场。
在1930年革命中，瓦加斯是以政治局外人和武装部队的普通成员的身份掌权的；这是由于他在早年的时候选举总统失利所造成的。他的政治崛起象征着巴西旧共和国时期，由圣保罗和米纳斯吉拉斯州联盟主导的「咖啡与牛奶」政治格局的终结。他成功地影响了1934年巴西总统选举的结果，并利用人们对共产主义起义的恐惧，在1937年建立了一个威权主义的社团主义政权，即“新国家”，这个政权效仿了墨索里尼的意大利政权和萨拉查的葡萄牙政权。瓦加斯继续安抚并最终控制了他的支持者，借此机会推动他的政治议程，并且围绕他的形象建立了一个宣传机器。
瓦加斯试图通过政府干预，将巴西从一个以种植为基础的经济体转变为一个工业化强国。他对唯发展主义的拥护不仅表现在强硬的言辞上，还表现在为国内产业提供保护，将大量国家资金投入旨在启动“战略”部门和建立必要基础设施的投资。瓦加斯达成了对石油、矿业、炼钢、碱金属和汽车行业的国家垄断。瓦加斯的政策影响深远，其保护主义理念在随后几十年间持续影响着巴西政治，就连1964年至1985年的右翼军政府时期也不例外。直到上世纪90年代，随着费尔南多·科洛尔·德梅洛和费尔南多·恩里克·卡多佐的自由主义改革，保护主义趋势才得到扭转。
随着二战后全球民主的兴起，瓦加斯于1945年下台，同年由若泽·里尼亚雷斯接任。然而，即使在他辞职后，他统治时期的经济增长也使他成为巴西政界一个受欢迎的人物。他的声望使他在1951年赢得了他第二个总统任期，但是由于他的观点和方法而引起的日益严重的政治冲突使瓦加斯变得紧张，导致他在1954年开枪自杀。他是巴西第一位获得广泛支持的总统，被认为是20世纪最有影响力的巴西政治家。他也是一名律师和地主，並於1943年当选巴西文学院院士（第37席）。

## 背景

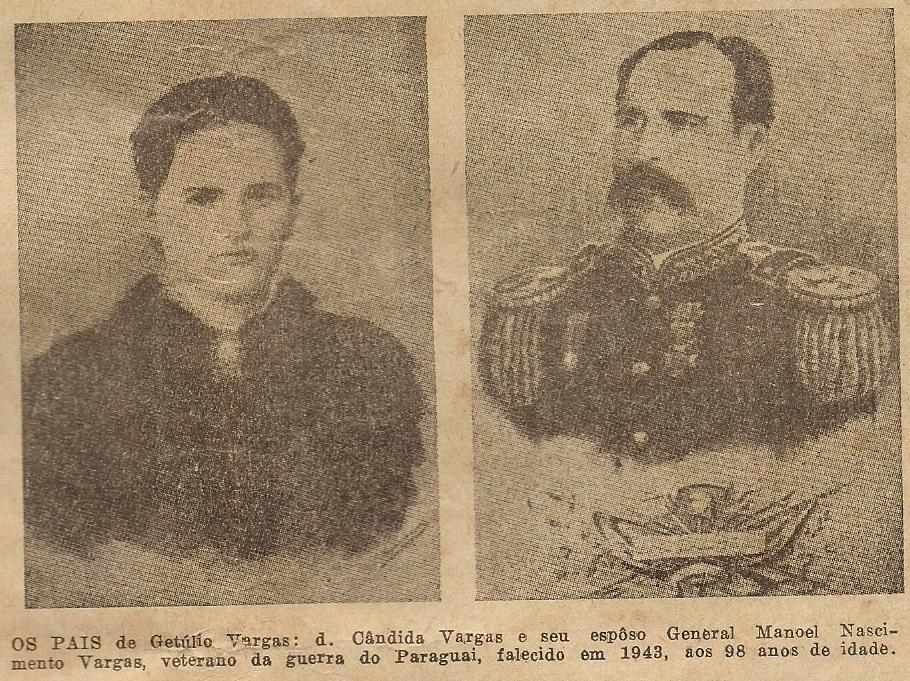
瓦加斯的父母

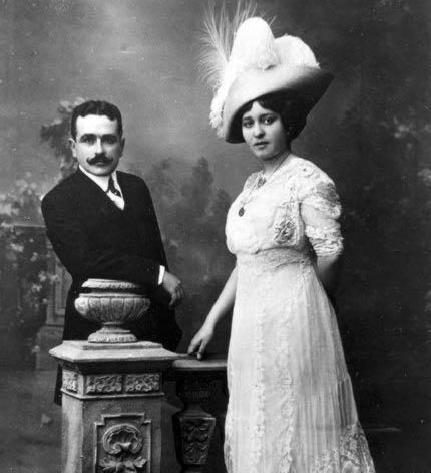
瓦加斯和他妻子的结婚照片

1882年4月19日，瓦加斯出生于巴西南里奧格蘭德州聖博爾雅一個大牧主家庭。
作为一个传统的高乔人家庭的儿子，他最初投身军旅生涯。1899年，瓦加斯以二等兵的身份加入了第六步兵营，后来他进入了位于里奥帕尔杜的军事学院就学。后来，瓦加斯转到阿雷格里港的法学院，在那里他出版了一份政治报纸《辩论》。瓦加斯是1907年毕业班的演说者，并立即被任命为地区检察官。1909年，他在聖博爾雅开设了自己的律师事务所。加入巴西共和党后，他被选为南大河州立法议会议员，后来在1922年进入联邦众议院，成为该州国会代表团的领袖。1926年至1928年，他在华盛顿·路易斯总统任内担任财政部长，后来辞去财政部长一职，参加家乡州的州长竞选。他当选了南大河州州长，就成为全国反对派的领袖人物，他敦促通过全民无记名投票结束选举腐败。作为南大河州州长，他是一位杰出的行政官员。在他担任州长期间，他重组了农业系统。他创办了国家抵押银行和农业银行。他还在他的州设立了农业部。在担任州长期间，瓦加斯还努力改善学校和基础设施。
他于1911年3月与妻子达西·利马·萨尔曼霍结婚，育有5个孩子，他们分别叫:卢特罗、阿尔奇拉、简德拉、曼努埃尔·赫图里尼奥。有传闻称，瓦加斯的真爱并非他的妻子，而是被国际时尚媒体公认为世界上最迷人、最美丽的女人之一的艾梅·德·赫伦。这段关系是巴西的国家机密，尽管瓦加斯在妻子死后出版的日记中提到了她。艾梅·德·赫伦后来生活在法国和美国，受到肯尼迪兄弟等其他著名政治家的钦佩。
尽管后来他把天主教会和国家紧密联系在一起，但瓦加斯是坚定的不可知论者。

## 国内政治

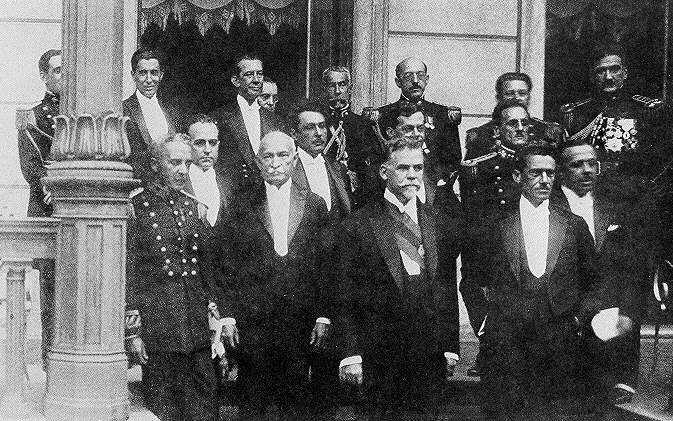
华盛顿·路易斯和他的内阁，1926年。从左到右，在第二行可以看到瓦加斯

两次世界大战之间，巴西是一个快速工业化的国家，被普遍认为是“沉睡的美洲巨人”和一个潜在的世界强国。然而，旧共和国的寡头和权力下放的联盟，以土地利益为主导，实际上对促进工业化、城市化和新中产阶级的其他广泛利益漠不关心。尤其是圣保罗的咖啡种植者，他们满足于将产品出口到国外，同时依靠外国投资来发展经济。此外，他们担心改革可能导致激进的社会变革。通过咖啡和牛奶的协议，圣保罗的政治人物和他们的政治伙伴米纳斯吉拉斯州的政治人物轮流担任总统，并主导国家政治，确保上层阶级的统治稳定和攫取经济利益。然而，中产阶级的不满情绪在增长，他们与土地所有者一样害怕激进的社会变革，但他们希望投资于工业化，并限制外国投资。
1926年，华盛顿·路易斯当选为总统，他的原籍是巴西里约热内卢的马卡埃市，但他曾参加过圣保罗的竞选。他的当选得到了博尔赫斯·德·梅代罗斯的政治机器的帮助，因此他提名成员之一的热图利奥·瓦加斯为他的财政部长。虽然瓦加斯在返回南大河州担任州长长之前只担任了两年的财政部长，但他在全国范围内的政坛获得了宝贵的认可和经验。

## 第一次总统任期

### 瓦加斯和1930年的革命

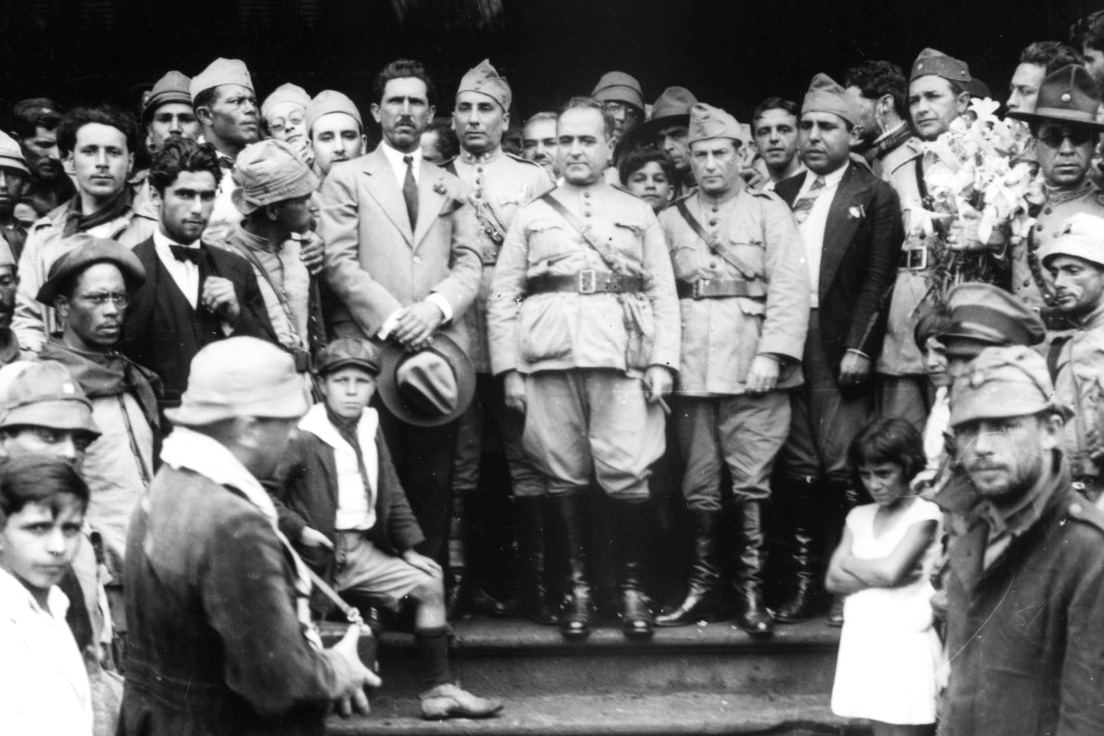
1930年，在华盛顿·路易斯总统被推翻后不久，瓦加斯和其他革命领导人在一起

大萧条引发了巴西社会一段时间以来积累的紧张局势，促使革命领导人采取行动。
1930年的选举中，圣保罗建制派的儒利奥·普列斯特斯与瓦加斯对立。瓦加斯领导着一个由中产阶级实业家、来自圣保罗以外的种植园主和被称为中尉派的军方改革派组成的广泛联盟。中产阶级憎恨让外国公司在竞争中胜出的自由市场和宽松政策，而且外国公司限制了巴西工业化的发展。非圣保罗市的土地所有者害怕激进的变革，也不希望看到资产阶级所倡导的经济民族主义，但他们确实希望结束圣保罗势力的统治地位。
这些不同的团体共同组成了自由联盟。米纳斯吉拉斯州、巴拉那和南大河州的支持尤其强烈，因为华盛顿·路易斯提名另一个圣保罗的人继任，违反了米纳斯吉拉斯州和圣保罗之间的协议。瓦加斯竞选时很谨慎，需要取悦大量的支持者。他使用民粹主义言论，宣扬资产阶级的担忧。他反对圣保罗的首要地位，但没有挑战种植园主的合法性，并保持了他对社会改革的温和呼吁。选举本身就受到腐败的困扰，并受到双方的谴责。当圣保罗候选人儒利奥·普列斯特斯赢得选举的事实变得很明朗时，紧张局势就非常严重。当自由联盟的副总统候选人被暗杀时，军方决定发动一场不流血的政变。1930年10月24日，他们罢黜了总统华盛顿·路易斯和候任总统儒利奥·普列斯特斯，任命瓦加斯为“临时总统”。

### 临时总统

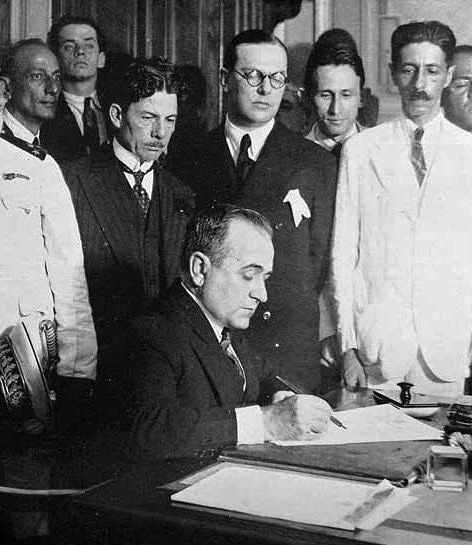
1930年11月3日，就职日，瓦加斯和他的内阁成员。戴眼镜的男子(中)是巴西未来的总统费尔南多·科洛尔的外祖父林多尔弗·科洛尔

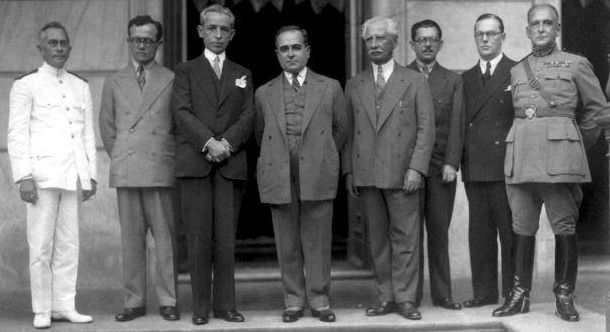
1931年，瓦加斯和他的内阁

瓦加斯是一个富有的支持工业化的民族主义者和反共产主义者，他喜欢社团主义。尽管他在竞选期间小心翼翼地避免冒犯土地所有者，但他确实主张温和的社会改革和经济民族主义。他首先解决了咖啡行业的危机，危机的成因是由于大萧条导致咖啡价格走低。瓦加斯实施了传统的定价方案，即国家购买额外的咖啡供应，解决了供大于求的问题。此外，瓦加斯促进了农业的多样化，特别是棉花的多样化。
他效仿了美国的罗斯福新政，瓦加斯采取了经济刺激措施。利用税收减免、降低关税和进口配额等国家干预政策，使瓦加斯得以扩大国内工业基础。瓦加斯将他的支持工业化政策与民族主义联系起来，主张对工业产品征收高额关税，以“我们要保护我们的制造商，使用进口商品会让我们变得不爱国”作为口号。瓦加斯在圣保罗平息了一场女性工人的罢工，她利用了她们的大部分平台，但要求她们的“工厂委员会”在未来利用政府的调解。瓦加斯的政策在一定的程度上反映了中尉派的影响，甚至主张一个类似于新政的社会福利和改革计划。瓦加斯第一次以民粹主义姿态行动的举动之一，是推动佩德罗·埃内斯托·巴普蒂斯塔竞选巴西里约热内卢市长。他还对制宪会议的选举进行了投票改革，起草了1934年的宪法，包括无记名投票、妇女投票权和投票年龄由21岁改为18岁。
反对瓦加斯的运动在1932年被激进化，该运动旨在恢复民主和建立新宪法。虽然最终起义被击退了，但是1934年制定了新宪法。在那之后，瓦加斯夺取了绝对的权力，并通过新闻和邮件审查控制持不同政见者。他脆弱的联盟也缺乏一个连贯的计划，致力于一个广泛的现代化愿景，但几乎没有更具体的目标。而瓦加斯本人，尤其是在他的早年，总是处于被他的联盟中的一个或多个组织驱逐的危险之中，包括反圣保罗的种植园主，资产阶级和军队。

### 1934年的宪法和瓦加斯的早期总统任期
瓦加斯与欧洲警察国家的相似之处始于1934年，当时一部新宪法在一些近乎法西斯主义的直接影响下颁布。
巴西在1934年7月16日通过的宪法中，包含了类似于意大利和西班牙社团主义的条款。意大利和西班牙社团主义得到了完全不同的缓和运动中亲法西斯派和实业家的热情支持。正如在意大利，以及后来的西班牙和德国，法西斯式的计划将服务于两个重要的目标，刺激工业增长和压制共产主义在该国的影响。然而与法西斯不同的是，它所宣称的目的是为了共同的利益团结所有阶级。《宪法》设立了一个新的众议院，将政府权力置于私营经济之上，私营经济建立了一个以工业化和减少外国依赖为目标的国家指导的资本主义制度。“渐进式国有化”将被用于将自然资源置于国家控制之下，而政府将有权设定最低工资、调解罢工、制定劳工法。尽管如此，大量的政治权力仍然保留给各州，旧共和国的联邦制继续存在。
1934年以后，巴西政府根据阶层和职业指定了公司代表，但巴西人拥有的企业仍为私人所有。基于增加劳工权利和社会投资，巴西的社团主义实际上是一种利用强烈的民族主义诉求来增加工业产出的策略。瓦加斯和后来在邻国阿根廷的胡安·庇隆效仿了墨索里尼的一些策略，即在民族主义的旗帜下调解阶级纠纷，争取工人的诉求。在工人权利增加的情况下，瓦加斯在工业条件许可的情况下大大扩展了劳动法规，工业的强劲增长平息了这一矛盾。工商企业实行8小时工作制，全国建立最低工资制度，保障养老金、带薪休假等福利项目。
尽管有了劳动的物质收益，瓦加斯开始慢慢地向右转。改革没有扩大到农业部门85%的工作者，甚至在农村地区实施最低工资的努力也很少。与此同时，总统与路易斯·卡洛斯·普雷斯特斯之间的冲突日益加剧。普雷斯特斯是中尉派的前领导人，目前执掌巴西共产党。普雷斯特斯还负责全国解放联盟，这是1935年普雷斯特斯批评瓦加斯后被禁止的。1935年，全国解放联盟和巴西共产党的叛乱给了瓦加斯巩固权力的借口。

### 新国家体制和对整合主义的压制

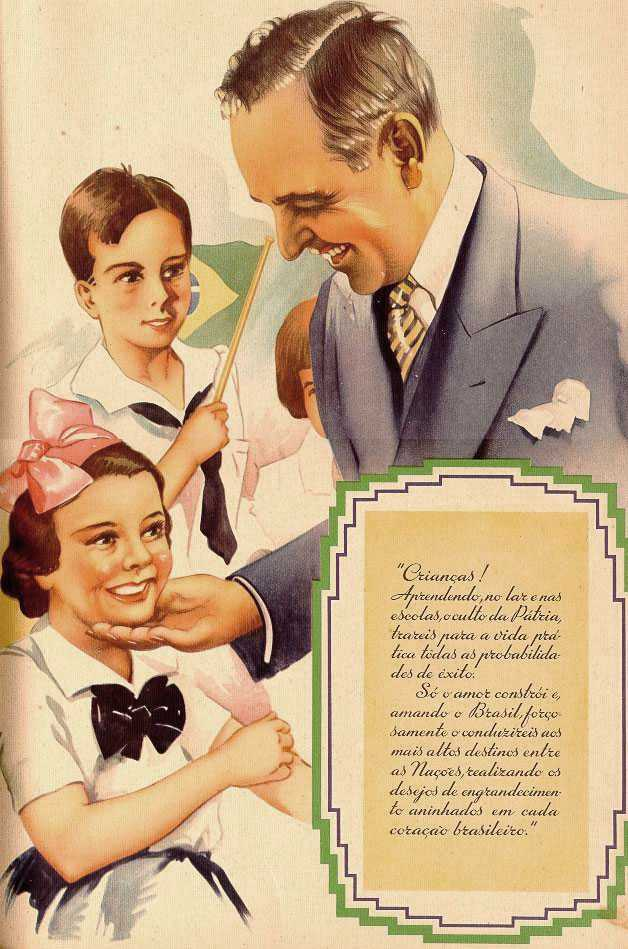
新国家体制的宣传海报

1938年，理论上瓦加斯不得不辞去总统一职，因为他在1934年制定的宪法规定了他必须如此。1937年9月29日，他的右倾合作者杜特拉将军公布了“科恩计划”，其中详细阐述了共产主义革命的计划，他以此为由公开要求政府宣布进入紧急状态。1937年11月10日，瓦加斯在全国广播讲话中宣布，他正在夺取紧急权力。他还解散了国会，并取消了原定于1938年1月举行的选举。就在当晚，宪法被改写成一份高度专制的文件，几乎所有的权力都集中在瓦加斯的手中。由该文件创建的政权被称为新国家。这段短暂的间歇强烈表明，政变早在很久以前就计划好了。
在新国家体制的统治下，瓦加斯废除了政党，实施了审查制度，建立了中央集权的警察部队，监狱里关满了持不同政见的人，同时唤起了一种超越阶级的民族主义意识，将民众与国家联系在一起。他最终镇压了他以前的支持者，也就是“整合主义者”，因为共产党已经被击败了，这些人自然就被过河拆桥。况且整合主义者希望有一个彻底的法西斯专政，这在他看来已经过分了。
在新国家体制下，瓦加斯的统治对巴西作出重大改变，巴西的经济获得了极大的改善。但由于第二次世界大战，也有来自美国的帮助和压力等诸多因素。瓦加斯开始优先考虑中产阶级，并为他们提供高等教育和更好的就业机会。瓦加斯也开始注重工业化，这导致了巴西在沃尔塔雷东达建立了第一家钢厂。为了帮助巴西进一步实现现代化和工业化，瓦加斯将石油生产和提炼国有化。为了改善劳动者的生活，瓦加斯实施了每周工作40小时、最低工资和其他保护中产阶级和贫困工人的规定。
1937年的宪法规定了新国会的选举，以及确认瓦加斯行为的公民投票。然而，这两起事件都没有发生──表面上是由于危险的国际局势。相反，根据宪法的一项条款，在新的选举之前应该是过渡性的，瓦加斯获得了立法权和行政权。此外，根据1937年的宪法，瓦加斯本应再当六年总统（直到1943年11月），但他的任期一直到1945年。实际上，瓦加斯在相当于戒严令的状态下统治了八年。

### 瓦加斯和轴心国

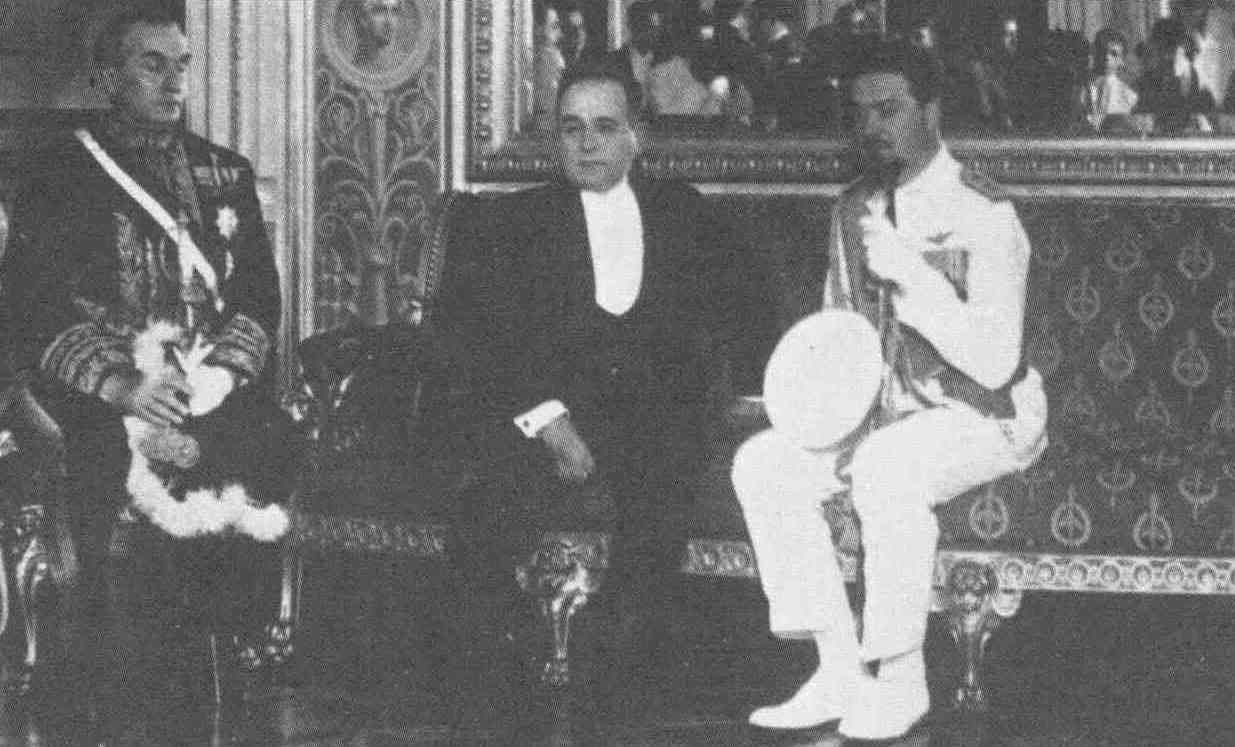
1931年1月15日，瓦加斯在卡提特宫会见意大利空军元帅伊塔洛·巴尔博

瓦加斯对轴心国和盟国的轨道采取了模棱两可的政策。一开始，巴西似乎正在进入轴心轨道──这一趋势甚至持续到1937年《新秩序宣言》发表之前。从1933年到1938年，德国成为巴西棉花的主要市场，也是巴西咖啡和可可的第二大进口国。德国的南美银行甚至在瓦加斯的巴西设立了300家分行。
巴西和纳粹德国之间民用和军事贸易的迅速增长，让美国官员有理由开始怀疑瓦加斯的和纳粹德国之间的同盟关系。
1935年11月巴西共产主义政变后的镇压加强了巴西和德国之间的合作。1937年，巴西将路易斯·卡洛斯·普雷斯特斯的妻子、具有革命精神的犹太裔德国人奥尔加·贝纳里奥·普雷斯特斯驱逐到德国。此后，巴西被邀请加入轴心国，与日本、意大利和德国站在一起。然而，当巴西在同年年底发表了《新秩序宣言》，并拒绝了这一邀请，巴西与轴心国家之间的关系开始冷淡。

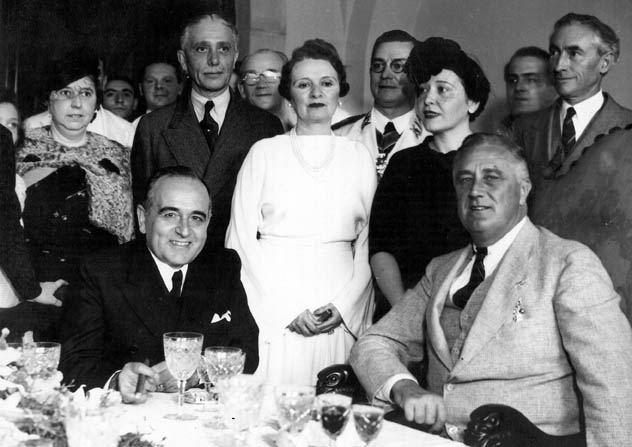
1936年，瓦加斯（左）与美国总统富兰克林·罗斯福在巴西首都里约热内卢，这是美国在任总统首次访问巴西

两者关系疏远的部分原因还在于轴心国认为新国家体制所代表的利益集团与自己不太一样。强迫同化和国有化的政策由瓦加斯和军队在每个移民社区，包括德国、意大利、西班牙和日本推行，以及禁止任何不直接支持中央权力在里约热内卢的政治活动，其中包括纳粹党及其在巴西的盟友，巴西整合主义者与意大利-西班牙-德国的整合主义者企图在1938年5月政变。这一行动的失败以及英国海军对德国、意大利和西班牙在大西洋上的贸易的封锁，特别是从1940年起的封锁，导致巴西和轴心国之间的关系急剧恶化。

### 第二次世界大战和新国家体制的衰亡

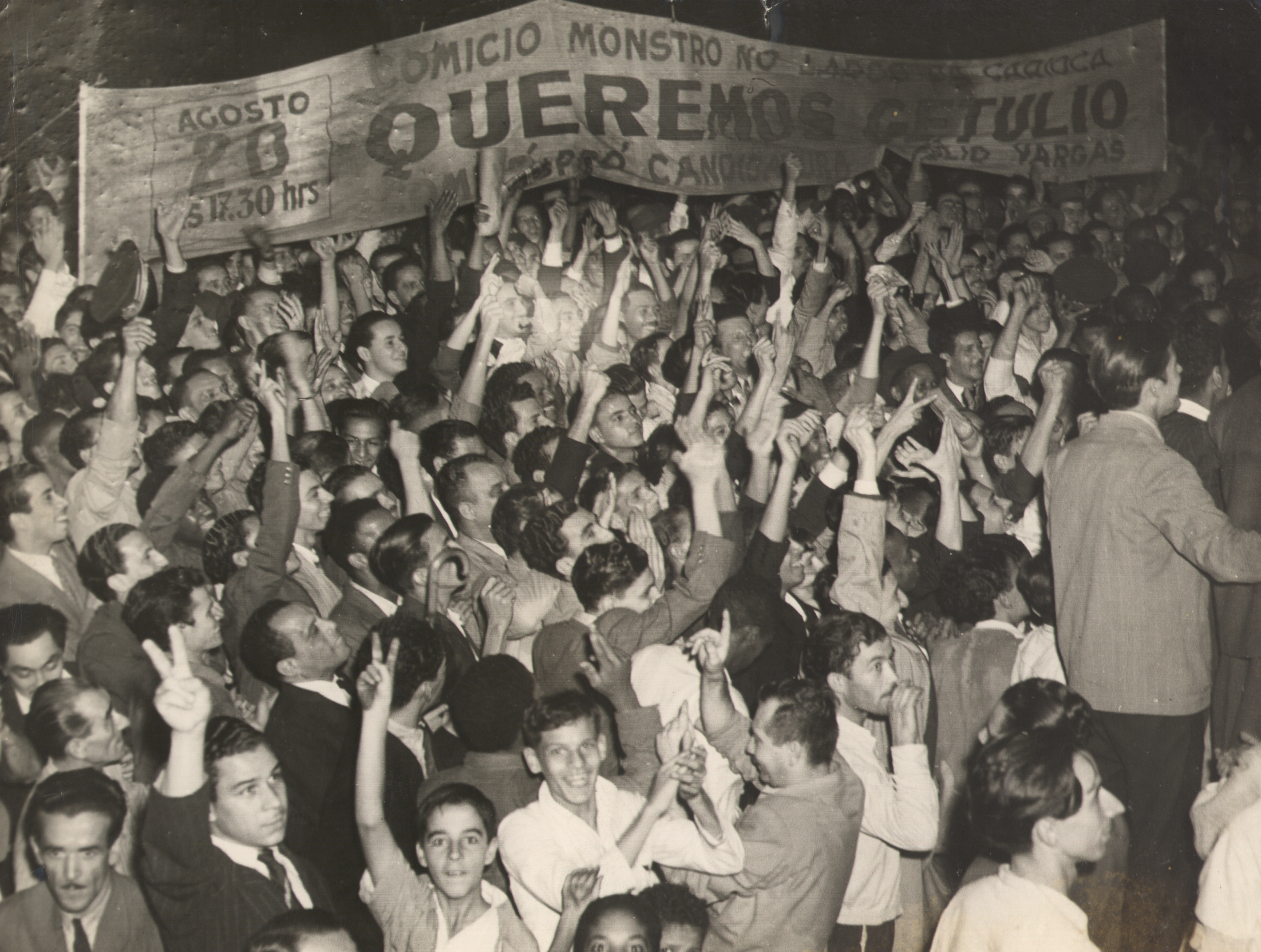
在瓦加斯政权结束时民众对他的支持

从1940年开始，美国开始以“睦邻政策”接触巴西人。美国还向巴西提供了大量贷款，用于帮助巴西实现工业化。瓦加斯，一个精明、低调、理智的实用主义者，在经历了一段模棱两可的时期后，出于经济原因站在了反法西斯同盟一边，因为这些同盟是更可行的贸易伙伴，而且还提供资金援助。然而，他和军方由于这一联盟所引起的复杂情况而被迫慢慢地使该政权自由化。为了支持盟国，瓦加斯达成的一项协议是帮助盟国生产橡胶，以获得美国的贷款和信贷。为了报复1942年1月中断外交关系，并将空军基地分配给巴西北部的美国人，希特勒下令将轴心国海军的进攻延伸到南大西洋上空。在巴西的商船被德国和意大利潜艇击沉，并造成数百名平民死亡之后，巴西站在反法西斯同盟，於1942年8月向德國和義大利宣戰,最终于1944年下半年組織远征军对抗意大利。
这种与反法西斯联盟站在一起的做法，在巴西国内制造了一个悖论，并没有被巴西的中产阶级忽视──一个威权政权，仍然带有一些法西斯色彩，与反法西斯联盟联手。这更增加了国内的反独裁情绪。瓦加斯敏锐地回应了一个不再害怕混乱和无产阶级不满的中产阶级的新自由主义情绪，摆脱了压迫。他承诺“一个新的战后自由时代”，其中包括赦免政治犯、举行总统选举，以及将反对党合法化，其中包括被削弱得无可挽回的共产党。这一政治自由化所释放的力量严重削弱了新国家体制，并促使他自己的陆军部在1945年10月29日迫使瓦加斯辞职。几个月后，民主选举在1945年的总统选举中回归。

## 关于劳动的立法
尽管瓦加斯通过了许多保障劳工权益的法律（如带薪休假、最低工资、产假等），但是在法律的执行和实施上仍存在许多不足。虽然大型企业以及在大城市中的企业一般不会违反最低工资法，但是这些法律在农村却形同虚设。事实上，许多社会政策从未延伸到农村地区。虽然各州的法律各有不同，但是在巴西偏远地区，政府的影响力有限，政策的执行很大程度上依赖官员及雇主的善意。瓦加斯的立法更偏向于工人而非农民，但即使如此，也少有工人加入政府组织的工会。政府主导的社会保障制度效率低下，退休金制度和社会福利政策收效甚微。这些弊端使得瓦加斯的反对党获得了较高的支持。

## 第二总统任期

瓦加斯总统在1954年5月的一次广播讲话中向全国发表了讲话

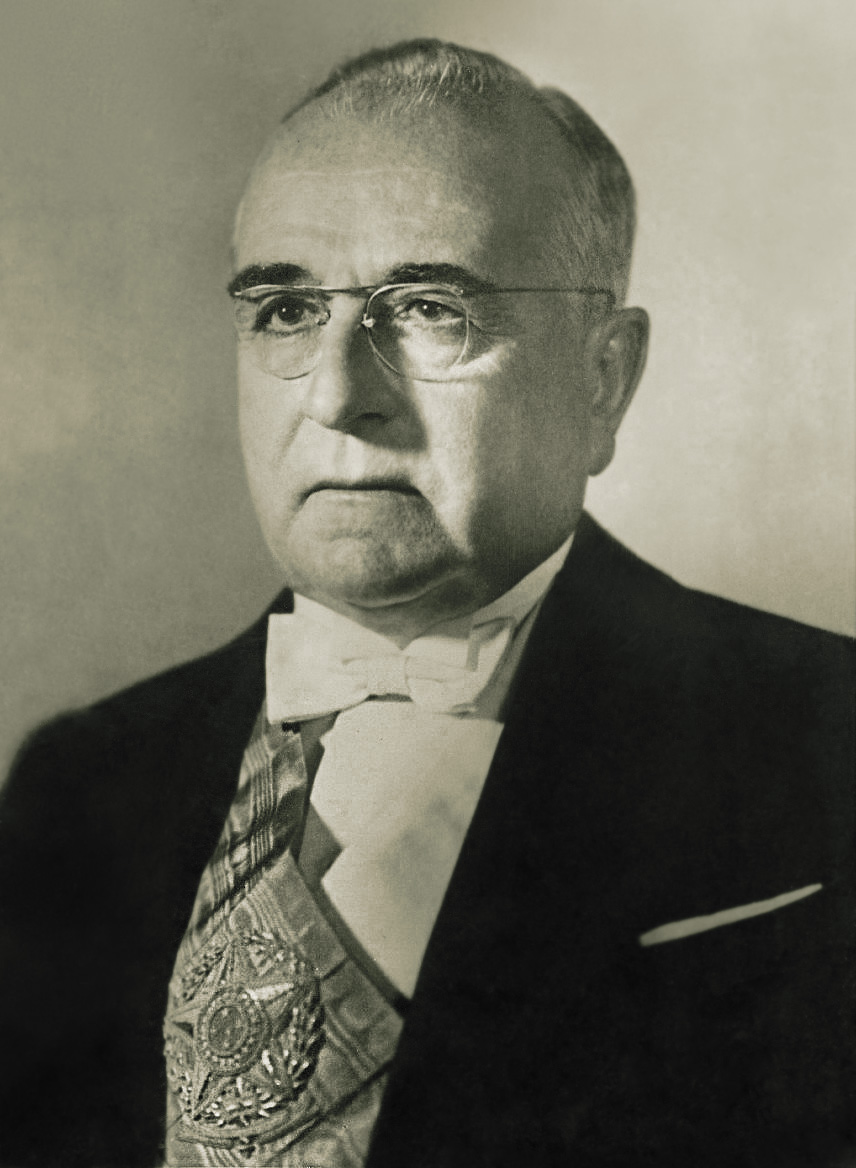
瓦加斯第二任期的官方照片

当他结束了第一任期的时候，巴西的经济盈余很高，工业正在增长。然而，四年之后，亲美的总统尤里科·杜特拉浪费了大量资金来保护外国（主要是美国）的工业，并与瓦加斯所倡导的民族主义和国家现代化思想保持距离。瓦加斯于1951年重返政坛，并通过无记名投票再次当选总统。由于受到经济危机的阻碍，瓦加斯采取了民族主义政策，转而依靠国家的自然资源，摆脱对外国的依赖。作为这一政策的一部分，他创立了巴西石油公司，这是一家大型跨国石油公司，主要由巴西政府拥有。

## 死亡

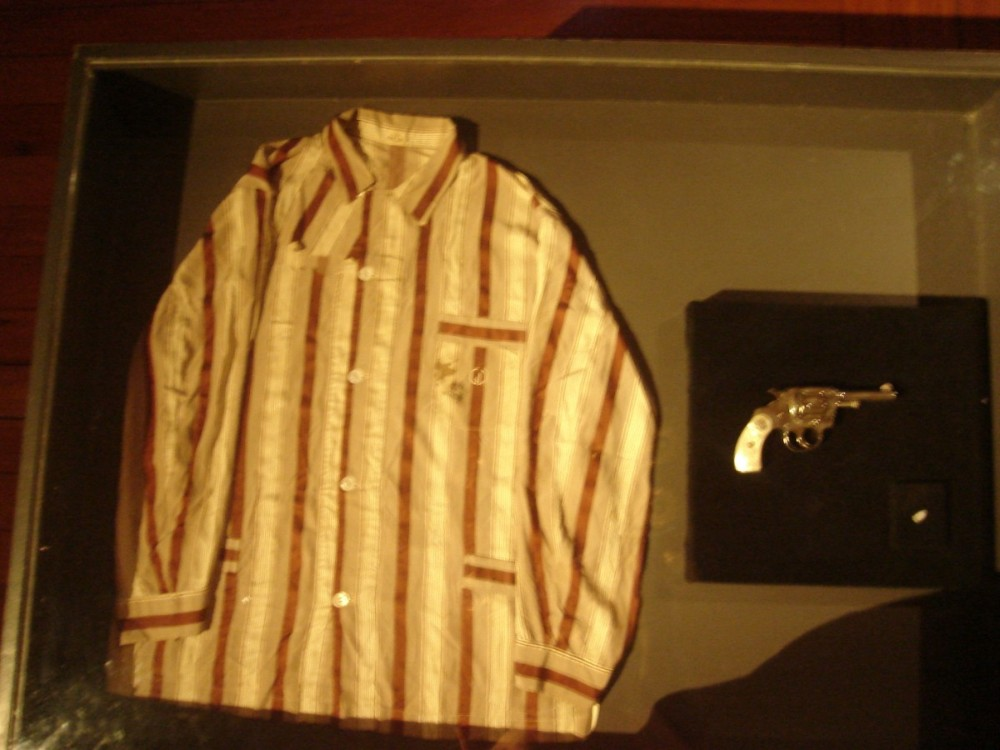
瓦加斯的睡衣和枪在里约热内卢的共和国博物馆展出

瓦加斯的政治对手引发了一场危机，最终导致了一起严重的事件，这次政治事件是鲁本斯·瓦兹少校在试图刺杀瓦加斯的主要对手卡洛斯·拉塞达时被杀。瓦加斯的私人卫队队长格雷格里奥·福尔图纳托也被称为“黑天使”，他被控策划了这起暗杀行动。这引起了军方对瓦加斯的反应，将军们要求他辞职。在最后的努力下，瓦加斯在8月24日前夕召开了一次特别内阁会议，但谣言四起，称武装部队的官员们毫不留情。
1954年8月24日，在卡提特宫，失去对军队控制的瓦加斯用一支柯尔特制的手枪开枪自杀。
瓦加斯的遗书被找到了，并在他儿子发现尸体两小时后在电台上宣读。著名的最后几行是这样写的：“宁静地，我在通往永恒的道路上迈出了第一步，我离开生命，进入历史。”瓦加斯的自杀有多种解释。“他自杀身亡的同时，也给人留下了这样一种印象：一位英勇的战士无私地为保护国家利益而战，另一位则是诡计多端、精于算计的政治家，他的政治阴谋充满了蛊惑人心和自私自利的味道。”1954年8月24日，巴西里约热内卢和阿雷格里港爆发骚乱。

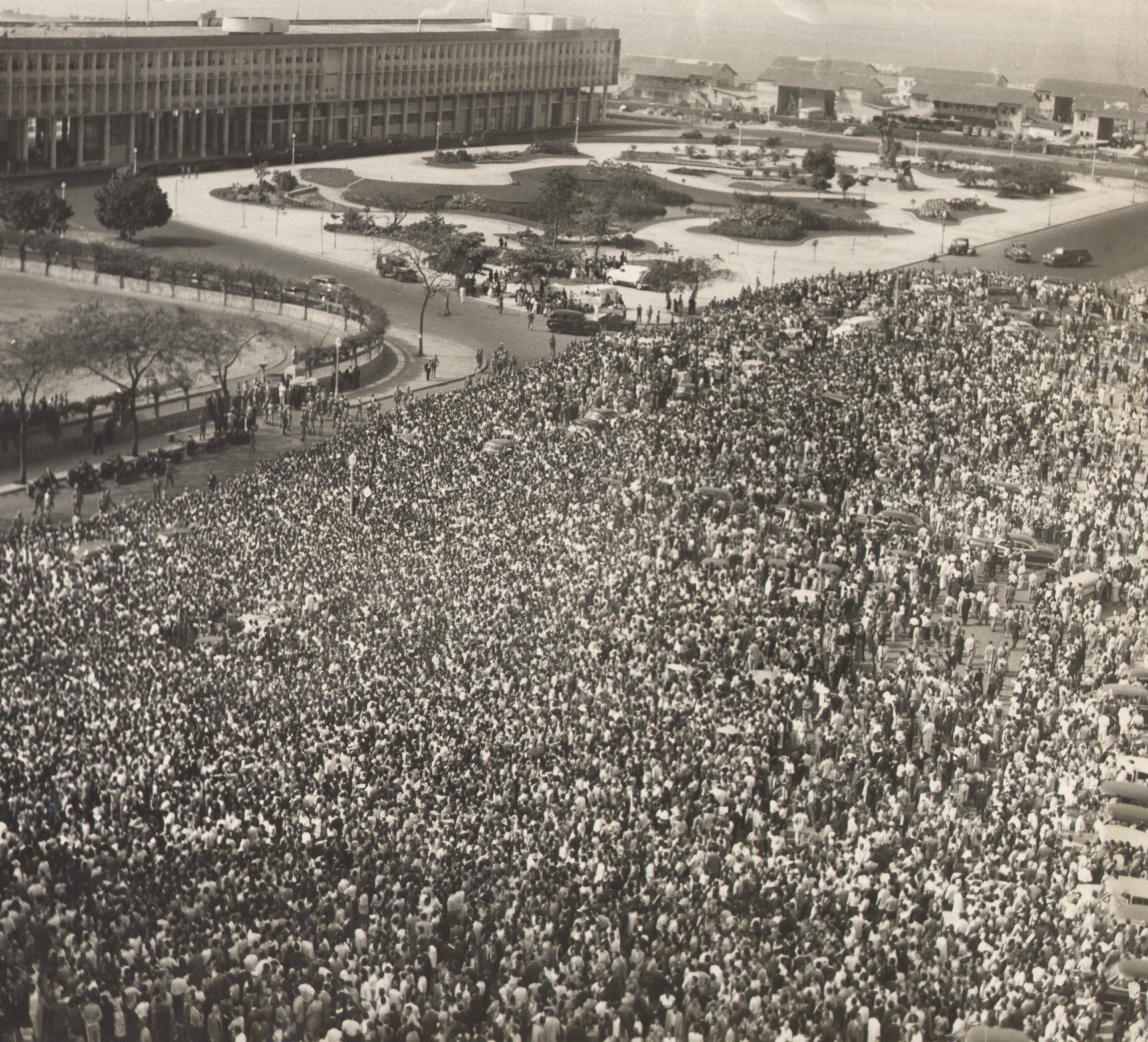
1954年8月26日，在巴西圣保罗，格图里奥·瓦加斯的遗体从里约热内卢被转移到聖博爾雅安葬

瓦加斯家族拒绝举行国葬，但他的继任者若昂·卡费·菲略却宣布了全国哀悼日。瓦加斯的遗体被装在一个玻璃棺材里供公众瞻仰。从总统府到机场的送葬队伍中有成千上万的巴西人参见。葬礼和追悼会在他的家乡聖博爾雅举行。
国家历史博物馆为瓦加斯自杀的卧室配备了家具，一个博物馆画廊重现了这一场景，目的是作为一个纪念场所。在宫殿里展出的是他胸部有一个弹孔的睡衣。他自杀所引起的公愤据如此之大，以致他的敌人，包括右翼、反民族主义者、亲美分子、巴西共產黨，几年来都没有实现他们的野心。

## 外部連結
| 前任： 华盛顿·路易斯·佩雷拉·德索萨           | 巴西总统 1930年—1945年           | 繼任： 尤里科·加斯帕尔·杜特拉                |
| 前任： 尤里科·加斯帕尔·杜特拉                | 巴西总统 1951年—1954年           | 繼任： 若昂·卡费·菲尔霍                      |
| 前任： 奥古斯托·塔索·弗拉戈索                | 巴西政府首脑 1930年—1945年       | 繼任： 若泽·里尼亚雷斯                       |
| 前任： 安东尼奥·奥古斯托·博尔赫斯·德梅德罗斯 | 南里奥格兰德州州长 1928年—1930年 | 繼任： 奥斯瓦尔多·阿拉尼亚作为国家的内政秘书 |